# Campsicnemus umbripennis
Campsicnemus umbripennis är en tvåvingeart som beskrevs av Friedrich Hermann Loew 1856. Campsicnemus umbripennis ingår i släktet Campsicnemus och familjen styltflugor. Inga underarter finns listade i Catalogue of Life.